# Jacob Artist
Jacob Artist (* 17. října 1992, Buffalo, New York, Spojené státy americké) je americký herec, zpěvák a tanečník. Přidal se k obsazení televizního seriálu Glee do čtvrté série jako Jake Puckerman, nevlastní bratr Noaha "Pucka" Puckermana, jedné z bývalých hlavních postav. Během let 2015–2016 hrál v seriálu Quantico.

## Životopis
Jacob se narodil Darrellovi a Judith Artist ve Williamsville v New Yorku. Jeho otec je Afroameričan a matka má polské předky. Má mladší sestru Jennu. Od dětství navštěvoval taneční studio v Clarence, NY. Na střední škole odmaturoval o rok dřív a byl přijat na Julliard. Na místo studování tance si vybral hereckou kariéru. Přestěhoval se do Los Angeles v 17 letech a v 19 letech získal roli v Glee. V roce 2015 se připojil k seriálu Quantico, jako Brandon Fletcher. V roce 2016 bylo oznámeno, že se objeví v pokračování série American Horror Story s názvem American Horror Story: Roanoke. Premiéra šesté řady proběhla 14. září 2016. Bylo oznámeno, že si zahraje vedlejší roli Wese Blakera ve druhé řadě seriálu The Arrangement.

## Filmografie
| Rok       | Název                                   | Role             | Poznámky                                                                                  |
| --------- | --------------------------------------- | ---------------- | ----------------------------------------------------------------------------------------- |
| 2011      | Neuvěřitelné příběhy Bucketa a Skinnera | Jimmy            | díl: „Epic Babysitters“                                                                   |
| 2012–2015 | Glee                                    | Jake Puckerman   | Vedlejší role - 4. řada (22 dílů), Hlavní role - 5. řada (13 dílů), Host - 6. řada(1 díl) |
| 2012      | Jak být za hvězdu                       | Dean Hollis      | 2 díly                                                                                    |
| 2012      | Melissa a Joey                          | Cameron          | díl: „Wherefore Art Thou Lennox“                                                          |
| 2012      | Modrá laguna: Procitnutí                | Stephen Sullivan |                                                                                           |
| 2013      | Filosofové                              | Parker           |                                                                                           |
| 2014      | White Bird in a Blizzard                | Oliver           |                                                                                           |
| 2015      | Here and Now                            | Kovboj           | Krátký film                                                                               |
| 2015–2016 | Quantico                                | Brandon Fletcher | Vedlejší role, 14 dílů (1. řada)                                                          |
| 2016      | American Horror Story: Roanoke          | Todd Connors     | díl: „Chapter 9“                                                                          |
| 2017      | The Arrangement                         | Wes Blaker       | vedlejší role (2. řada)                                                                   |
| 2017      | Blood Money                             | Jeff             |                                                                                           |
| 2018      | Haunting on Fraternity Row              | Jason            |                                                                                           |
| 2019      | Now Apocalypse                          | Isaac            | vedlejší role, 4 díly                                                                     |